# 韩峰日记
局長日记，又名韩峰日记、香艳日记、局长性爱日记，作者为时任中华人民共和国广西壮族自治区来宾市烟草专卖局局长韩峰，写作时间为2007年9月24日至2008年1月31日。于2010年2月，韩峰的日记由名为“含仙子”的网友发布于天涯社区，该事件被称为“日记门”事件。

## 概觀
日记大都标明月日、星期、温度与天气，内容简短流水账式记载了一日工作应酬，偶有评论。日记记载了官场经常性的酒席应酬，涉及日记主人与多名女同事或下属的不正当性关系与多次受贿贪污受贿行为。“含仙子”发布时称“希望媒体曝光他，让他身败名裂，让他尝尝妻离子散的滋味！”。根据韩峰日记可以推断，“含仙子”可能就是日记中多次与韩峰发生性关系的谭某的丈夫，为了报复而将日记公布于众。至于他如何得到韩峰的私人日记则仍不清楚。
之后此日记在网络上迅速传播，网民对日记中所涉及的人、事进行人肉搜索，並确定主人公韩峰、多名女性的身份，而日记时间背景、工作生活细节均与事实吻合。日记堪称一部新官场现形记，暴露了当下官员的生活状态。日记公布以后升任广西壮族自治区烟草专卖局销售处处长的韩峰被停职调查，纪检监察部门立案调查。另有媒体报道，目前此事已经上报国家烟草专卖局和中国烟草总公司，并由总局纪委进行调查韩峰的生活作风问题和经济问题。广西烟草局办公室主任廖主任表示，日记真伪仍在调查，但网上发布日记“有些是韩峰自己写的，可能部分被人篡改过”。

## 事件过程及进展
- 2010年2月27日15时14分，化名为“含仙子”的网友，在天涯论坛发帖，公佈部分个人日记。
- 2010年3月1日晚间，广西烟草专卖局有关负责人向媒体承认，“香艳日记”男主角韩峰已被停职审查，纪检监察部门对其正式调查。
- 2010年3月13日，韩峰以涉嫌受贿犯罪被广西检方逮捕[6]。
- 2010年3月14日上午，广西壮族自治区烟草专卖局党组做出决定，开除其党籍和公职[6]。
- 2010年12月14日，广西壮族自治区南宁市中级人民法院依法对被告人韩峰受贿一案作出一审判决，以受贿罪判处被告人韩峰有期徒刑13年，并处没收个人财产10万元[7]。

## 評論
- 韩寒：韩峰是个好幹部[8]。
- 陈亚亚、方刚、胡晓红、黄灿、李扁、彭涛、裴谕新、沈奕斐、徐兆寿、赵合俊、张玉霞、张敬婕、张静於第三届（2010年）年度十大性与性别事件評選中將該日記風波列入該年度十大性與性別事件之首。张玉霞並指出，社會大眾對該日記的集体围观，既有对韓峰私生活中“香艳情节”的集體窺視，又有聚焦於官员受贿之公共事件的群体反腐義憤和追讨。垂直管理特色制度下的烟草专卖行业曝出此类钱、权、色交易的腐败案件，凸显了公领域中权力和资源的核心问题，从此意义而言这一事件是网络反腐的成功案例。还有对網友人肉搜索侵犯个人隐私的理性反思和质疑呼声，日记发帖者涉嫌侵犯他人隐私应受法律制裁，事件相关人员尤其數位女性的隐私在人肉搜索後被“有图有真相”的“裸晒” 曝光，其隐私权、名誉权等私领域被严重侵犯是个不容忽略的事实[9]。

## 日记裡与韩峰有关的6名女性
- 彭×：身份不明，很可能是部下，前情人，在一起一年半，花费4万
- 盘××：即小盘，部下，到手不易，先後送了手机、相机等
- 杨××：省局同事，较小资，时常电话短信缠人，令韩烦厌
- 谭××：日记裡小谭，与阿芳为同一人。部下，较讨韩喜欢
- 李××：钦州老情人，家境可能一般，韩其中一次给了2000元
- 莫××：部下，2007年尚未上手

## 媒体专题
- 凤凰网：烟草局局长的“香艳日记” （页面存档备份，存于）